# Province de Savone
La province de Savone (provincia di Savona en italien) est une province italienne, située en Ligurie et dont le chef-lieu est la ville de Savone.